# Strażnik polny
Strażnik polny – urząd wojskowy w I Rzeczypospolitej; powstał w końcu XV w. lub na początku XVI w. i oznaczał dowódcę najdalej wysuniętych placówek granicznych. Funkcję tę pełnił zazwyczaj jeden z dowódców obrony potocznej, czuwającej nad bezpieczeństwem wschodnich granic. Z czasem strażnik polny stał się najbliższym pomocnikiem hetmana. Istniały dwa oddzielne urzędy strażników: dla Korony – strażnik polny koronny, i dla Wielkiego Księstwa Litewskiego – Litwy – strażnik polny litewski. Od XVII w. istniał także urząd strażnika wielkiego (koronnego i litewskiego). W XVIII w. urzędy strażników stały się tytularnymi synekurami.
Był to wysoki urząd (czwarty po hetmanie wielkim, hetmanie polnym i po strażniku wielkim) oraz dobrze płatny, ale mało eksponowany, stąd mało atrakcyjny dla magnaterii i zazwyczaj sprawowany przez przedstawicieli średniej szlachty.
Urząd strażnika polnego pełnili m.in.:
- Mikołaj Potocki (zm. 1572) – rotmistrz, dworzanin królewski, starosta chmielnicki, kamieniecki
- Jan Sokół w latach 1648-1649
- Stanisław Mariusz Jaskulski w latach 1650-1652
- Benedykt Ujejski w 1652
- Stanisław Mariusz Jaskulski w latach 1653-1664
- Krzysztof Wiktoryn Zbigniew Lettow-Vorbek płk. jazdy, rotm. chorągwi kozackiej i tatarskiej, por. husarski, poseł i marszałek szlachty w starodubowskim, dworzanin i sekretarz królewski, sędzia ziemski, wojski, owiesny i podkomorzy, 1656-1689 strażnik polny litewski
- Aleksander Jerzy Lettow-Vorbek skarbnik, stolnik, poseł i marszałek starodubowski, strażnik polny litewski 1688-1700
- Andrzej Modrzejewski w latach 1665-1667
- Michał Zbrożek w latach 1668-1691
- Jan Sobieski w latach 1692-1699
- Józef Wojciech Mierzejewski h. Szeliga – w 1788 r. poseł z województwa podolskiego
- Mikołaj Oskierko (ur. 1735, zm. 1796) – strażnik polny litewski, szambelan królewski
- Michał Bruno Ślizień (ok. 1729) – strażnik polny litewski; pisarz skarbowy litewski, podstoli oszmiański
- Daniel Piaskowski – strażnik polny litewski (XVII w.)
- Stanisław Bykowski – strażnik polny litewski (ok. 1765)